# Writtle
Koordinaten: 51° 44′ N, 0° 25′ O

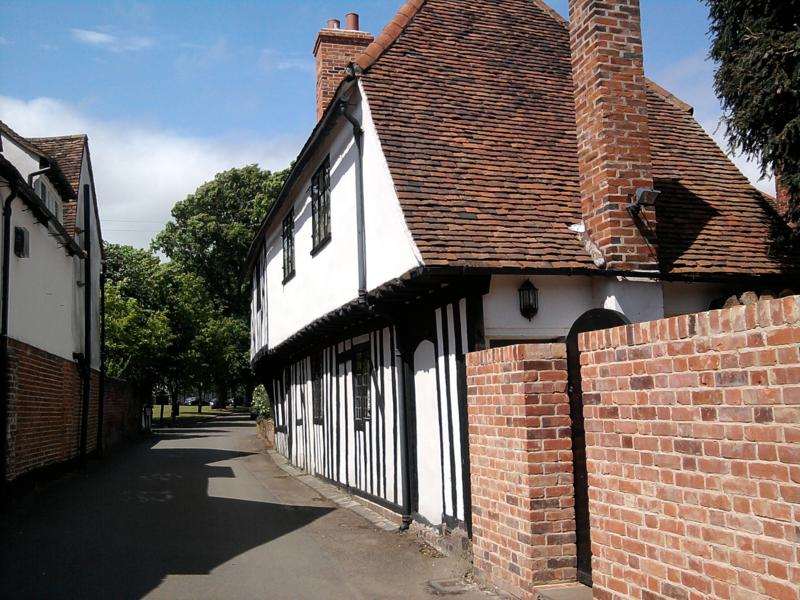
Denkmal in Writtle

Writtle ist ein Dorf in der englischen Grafschaft Essex und liegt rund drei Kilometer westlich von Chelmsford. Das Dorf wird im Domesday Book erwähnt und war einst der Standort einer königlichen Jagdhütte. Die Kirche stammt aus der Zeit der Normannen. Im Jahr 1302 heiratete dort der spätere schottische König Robert the Bruce seine zweite Ehefrau Elizabeth de Burgh.